# Boardman, North Carolina
Boardman är en kommun (town) i Columbus County i North Carolina. Vid 2010 års folkräkning hade Boardman 157 invånare.